# Худайберди Тухтабаєв
Худайберди Тухтабаєв (узб. Xudoyberdi To'xtaboyev/Худойберди Тўхтабоев, нар. 17 грудня 1932, Катта-Тагоб, Ферганська область — пом. 21 березня 2021, Ташкент) — радянський та узбецький дитячий письменник та письменник-фантаст, журналіст. Народний письменник Узбекистану, заслужений працівник культури Узбецької РСР, лауреат Державної премії Узбецької РСР.

## Біографія
Худайберди Тухтабаєв народився у селі Катта-Тагоб Ферганської області в родині багатого землевласника. Менш ніж за рік після народження майбутнього письменника його сім'я зазнала розкуркулювання, а батька Худайберди Тухтабаєва вбили на очах у малолітнього сина та дружини. Решту сім'ї майбутнього письменника мали вислати з Узбекистану до України, в сучасну Херсонську область, проте матері із сином вдалося сховатися у бабусі, але після початку німецько-радянської війни Худайберди потрапив до дитячого будинку. Після закінчення школи Худайберди Тухтабаєв навчався у Кокандському педагогічному училищі, яке закінчив у 1949 році, після чого навчався у Середньоазійському державному університеті в Ташкенті, який закінчив у 1955 році. Після закінчення університету Тухтабаєв протягом 3 років працював у Ферганській області вчителем, пізніше завучем та директором школи.
У 1958 році Худайберди Тухтабаєв перейшов на журналістську роботу, та до 1972 року працював у газетах «Тошкент хакикати» та «Совет Узбекистони», та в журналі «Гулистон», де публікував фейлетони, в яких описував різноманітні вади суспільства, правопорушення та серйозні злочини. Пізніше Тухтабаєв перейшов до видавничої роботи, і до 1976 року працював у видавництві «Ёш гвардия», а в 1977—1980 роках редактором журналів «Гулхан» и «Ёшкуч». З 1980 до 1998 Худайберди Тухтабаєв працював керівником республіканського фонду «Истеъдод», та був головою правління міжнародного благодійного фонду «Oltin meros».
У 1982 році Худайберди Тухтабаєв отримав звання заслуженого працівника культури Узбецької РСР. У 1989 році Худайберди Тухтабаєв став лауреатом Державної премії Узбецької РСР імені Хамзи. У 1991 році Худайберди Тухтабаєву присвоєне звання народного письменника Узбекистану.
В останні роки життя Худайберди Тухтабаєв жив у Ташкенті. Помер письменник 21 березня 2021 року в Ташкенті.

## Літературна творчість
Літературну творчість Худайберди Тухтабаєв розпочав ще в 1955 році, опублікувавши оповідання «Після фельєтону» (узб. Фельетондан кейин), за яке отримав премію Спілки письменників Узбекистану за кращий гумористичний твір. З 1958 року Тухтабаєв публікує понад 300 фельєтонів про різноманітні соціально-побутові проблеми та явища. У 1961 році вийшла друком перша збірка оповідань письменника «Поспішний» (узб. Шошкалок). Наступного року вийшла друком збірка оповідань автора «Після фельєтону». У 1964 році вийшла друком перша повість Тухтабаєва «Таємниця розкрита» (узб. Сир очилди). У 1965 році вийшла друком перша частина найвідомішого твору автора — казково-фантастичної трилогії «Чарівна шапка» (узб. Сеҳрли қалпоқча) під назвою «Пригоди двієчника». У 1969 та 1973 році вийшли друком продовження першої повісті під назвою «Верхом на жовтому диві» та «У мене багато друзів», у 1973 році вийшов друком роман «Кінець жовтого дива» (узб. Сариқ девнинг ўлими), який є фактично продовженням трилогії. У цьому циклі творів розповідається про хлопчика-двієчника у школі, який випадково знайшов шапку-невидимку, проте навіть з її допомогою йому не вдавалось досягти успіхів у житті, після чого він зрозумів, що для досягнення мети йому також необхідно добре вчитися, після чого він розпочинає вчитися краще, та оволодіває професіями перукаря та міліціонера. У романі «Кінець жовтого дива» головний герой бореться з організованою злочинністю, представники якої приховують дефіцитні товари, та займаються іншими способами розкрадання державної власності для самозбагачення, для чого не гребують будь-якими методами. Серія книг «Чарівна шапка» стала першою пригодницькою книгою в узбецькій дитячій літературі. У 2012 році перша частина повісті була екранізована в Узбекистані. У 1974 році вийшла друком повість письменника «Пригоди Аманбая і Давранбая» (узб. Омонбой билан Давронбой саргузашти). У 1975 році вийшов значною мірою автобіографічний роман письменника «Хлопчик з п'ятьма дітьми» (узб. Беш болали йигитча), в якому розповідається про життя дітей у дитячому будинку під час і після німецько-радянської війни. Останній роман письменника «Повелитель королівства кроликів» (узб. Қуёнлар салтанатининг шаҳаншоҳи) вийшов друком у 2010 році, а остання повість «Пригоди хлопчика з телевізором на лобі» (узб. Пешонасига телевизор ёпишган боланинг саргузаштлари) вийшла друком у 2011 році.

## Переклади
Твори Худайберди Тухтабаєва перекладені українською, англійською, арабською, японською, німецькою, болгарською, російською, чеською та французькою мовами.

### Романи
- 1973 — Кінець жовтого дива
- 1975 — Хлопчик з п'ятьма дітьми
- 1981 — Золота голова Месника
- 1983 — Роки й дороги
- 1986 — Бій чарівників або У країні солодких динь
- 1988 — Сумні очі
- 1995 — Райські люди
- 2009 — Дівчата сваряться з хлопцями
- 2010 — Не кидайте каміння в дівчину
- 2010 — Повелитель королівства кроликів

### Повісті
- 1964 — Таємниця розкрита
- Трилогія «Чарівна шапка»:
  - 1965 — Пригоди двієчника
  - 1969 — Верхом на жовтому диві
  - 1973 — У мене багато друзів
- 1974 — Пригоди Аманбая і Давранбая
- 1978 — Зірки Конізара
- 2011 — Пригоди хлопчика з телевізором на лобі

### Збірки
- 1962 — Поспішний
- 1962 — Після фельєтону
- 1966 — Стежини
- 1967 — Пісня про кохання
- 1978 — Скажи мені, люба
- 1979 — Пригоди Аманбая і Давранбая